# النصر القادم للديمقراطية
النصر القادم للديمقراطية (بالإنجليزية: The Coming Victory of Democracy)‏ كتاب نُشر في عام 1938 من قبل دار نشر ألفرد أي نوب، يحتوي الكتاب على نص مختصر من سلسلة من المحاضرات ألقاها الكاتب الألماني المغترب توماس مان في الفترة من فبراير إلى مايو من عام 1938 في جميع أنحاء الولايات المتحدة، كان قصد مان من المحاضرات حشد التأييد في الولايات المتحدة لمحاربة النازية في ألمانيا. في النص يوضح توماس مان رغبته وتنبؤه بانتصار الديمقراطية على الفاشية في وطنه الأصلي. نُشرت الطبعة الثانية من الكتاب في لندن.

## وصلات خارجية
- النصر القادم للديمقراطية، على كتب جوجل.
- النصر القادم للديمقراطية، على الفهرس العالمي.
- النصر القادم للديمقراطية، على موقع أمازون.
- النصر القادم للديمقراطية، على جود ريدز.
- النصر القادم للديمقراطية، على مكتبة جامعة ميشيغان.
- النصر القادم للديمقراطية، على مكتبة جامعة هارفارد.